# 箱根登山鐵道3000型電聯車
箱根登山鐵道3000型電聯車（日语：／ Hakone tozan tetsudō 3000-kei densha */?）是日本私铁箱根登山铁道的單節編組電車，于2014年11月1日起在箱根鐵道線运行。 
箱根登山鐵道3100型電聯車則為兩節編組的電聯車，由2017年5月開始運行。

## 設計
3000型、3100型皆稱為“ Allegra”。3000型共有兩輛車，总价约为8亿日元。 
3100型僅有一組，以兩輛編組，可與3000型連結運轉，組成三節車廂的列車。 
3000型與3100型外表塗裝皆為标准的箱根登山铁道“箱根朱紅”，綴以銀色。

## 内部
3000型座椅配置主要兩排相對之四人座位，在車廂靠強羅站端设有轮椅空间。座位36位，包括在门口附近的五对折叠式座位。总載客量为75人（包括站位），並使用LED照明 。  

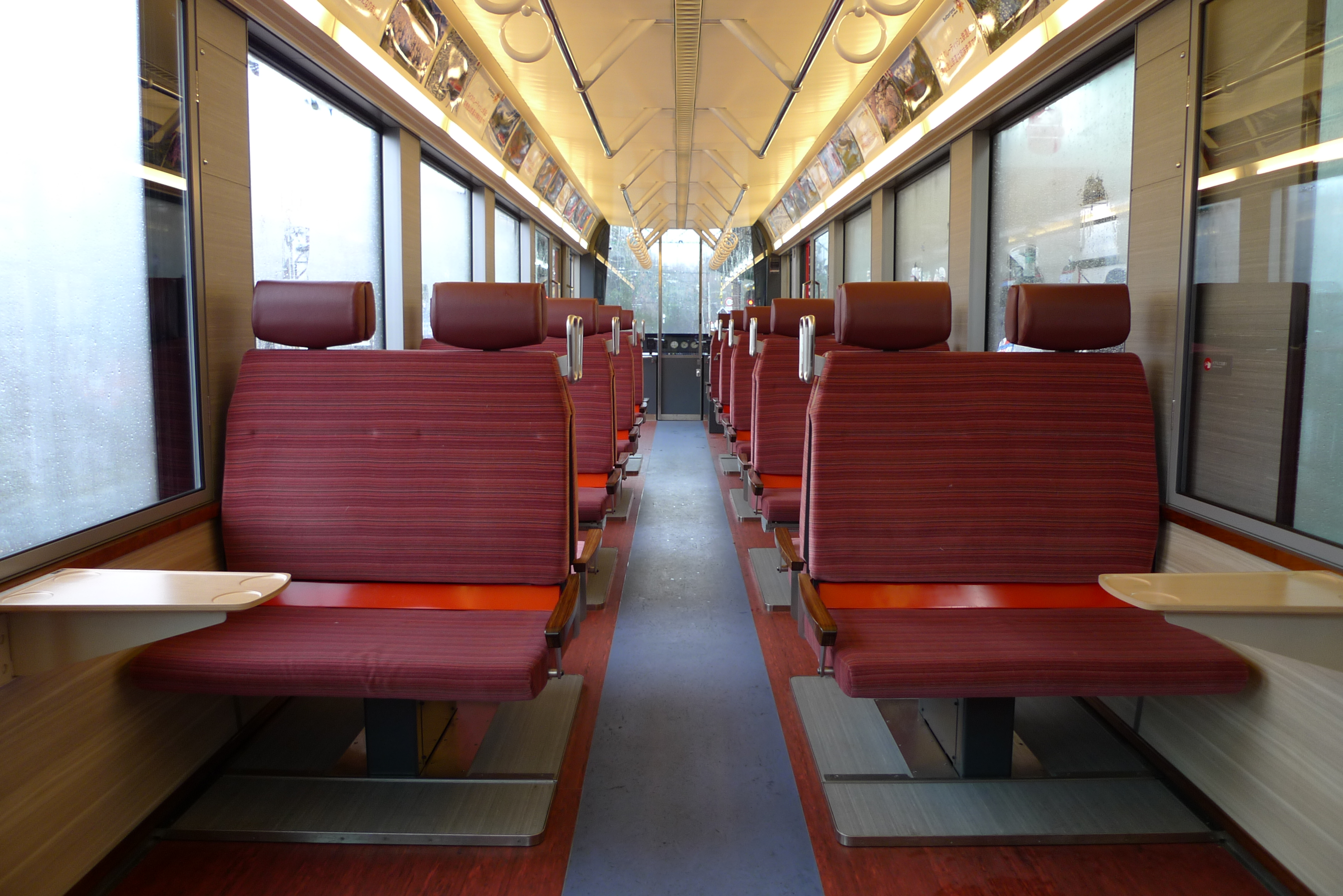
車廂内部
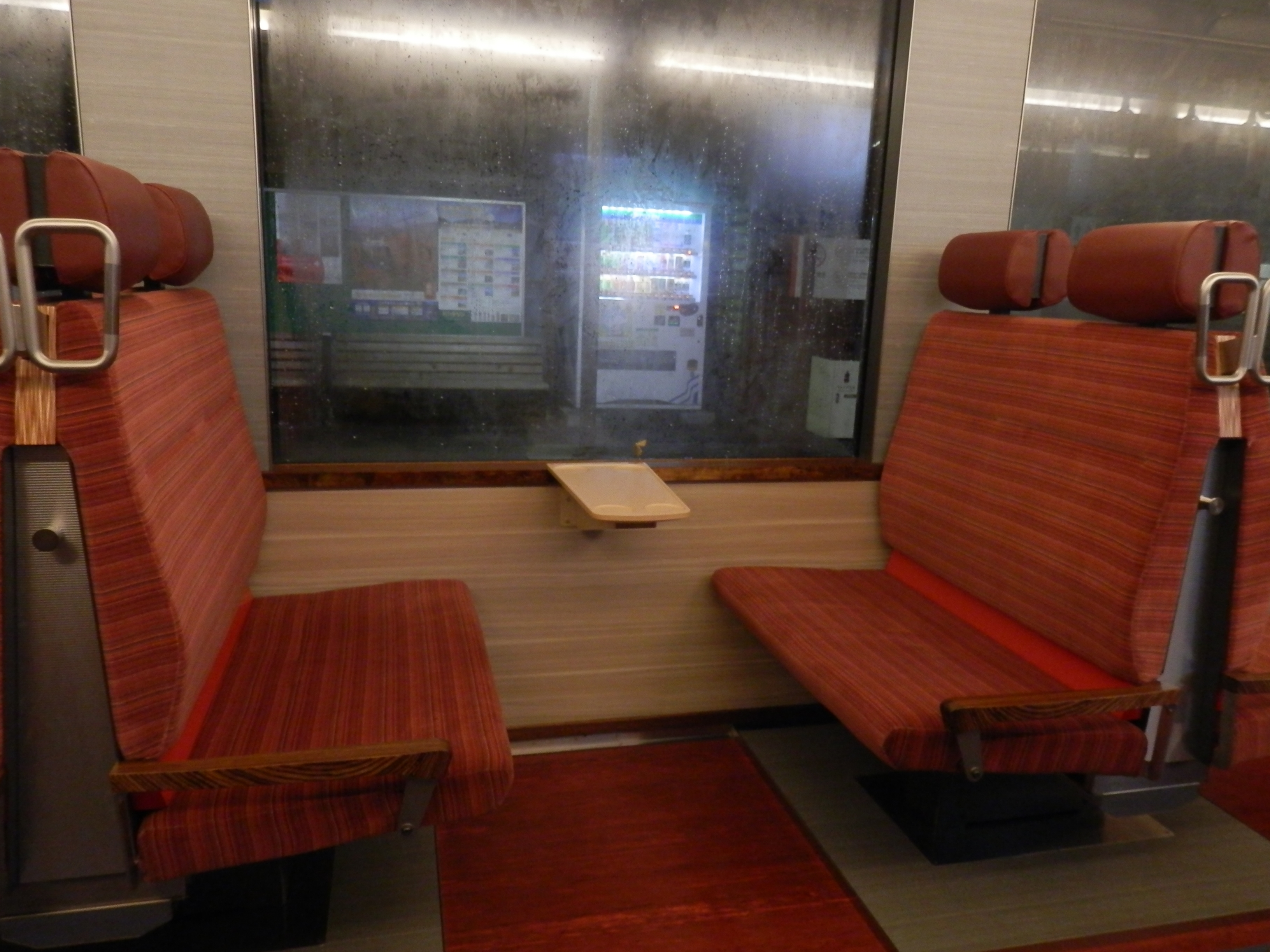
兩排四人對座
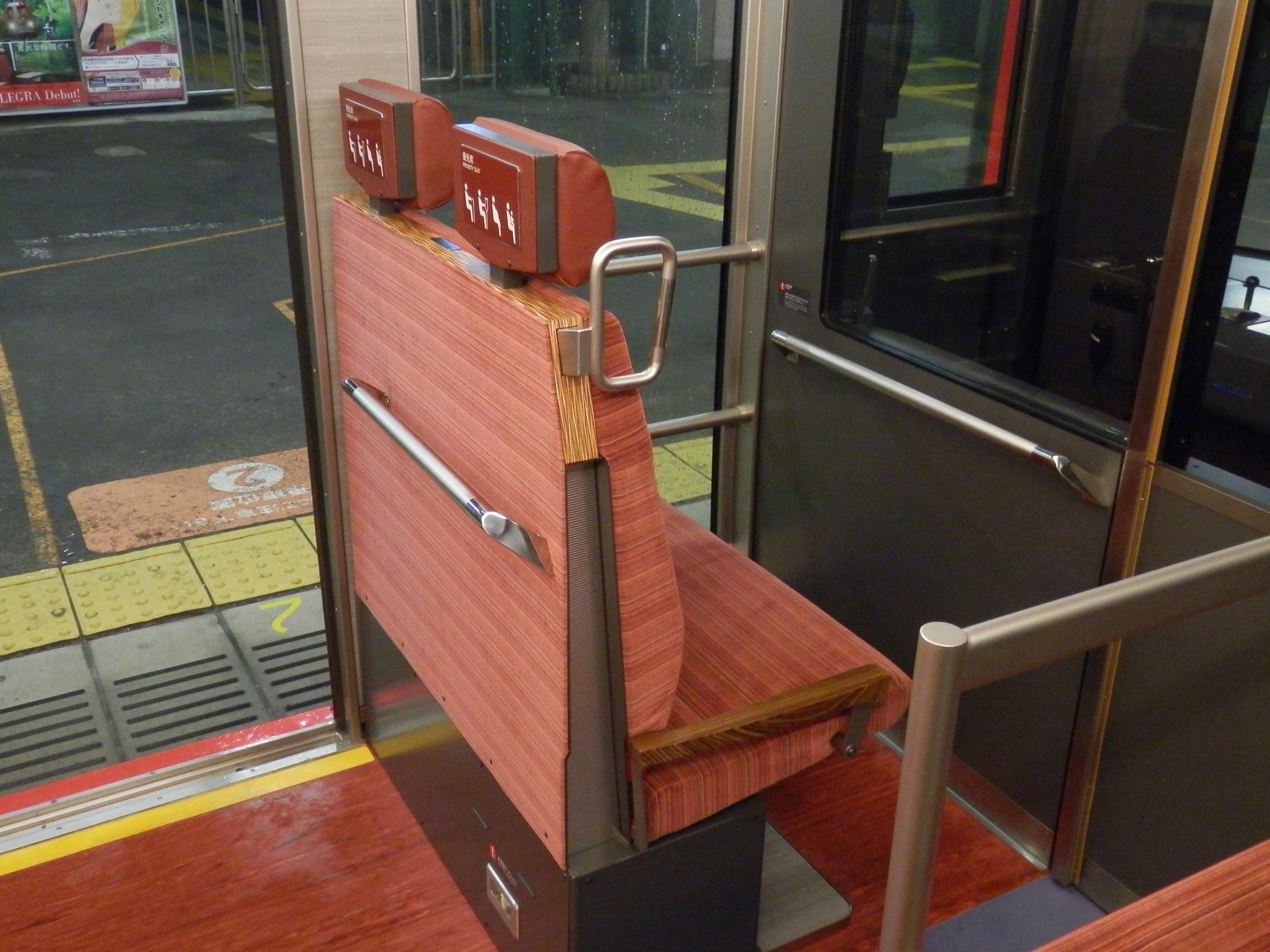
前向优先座位
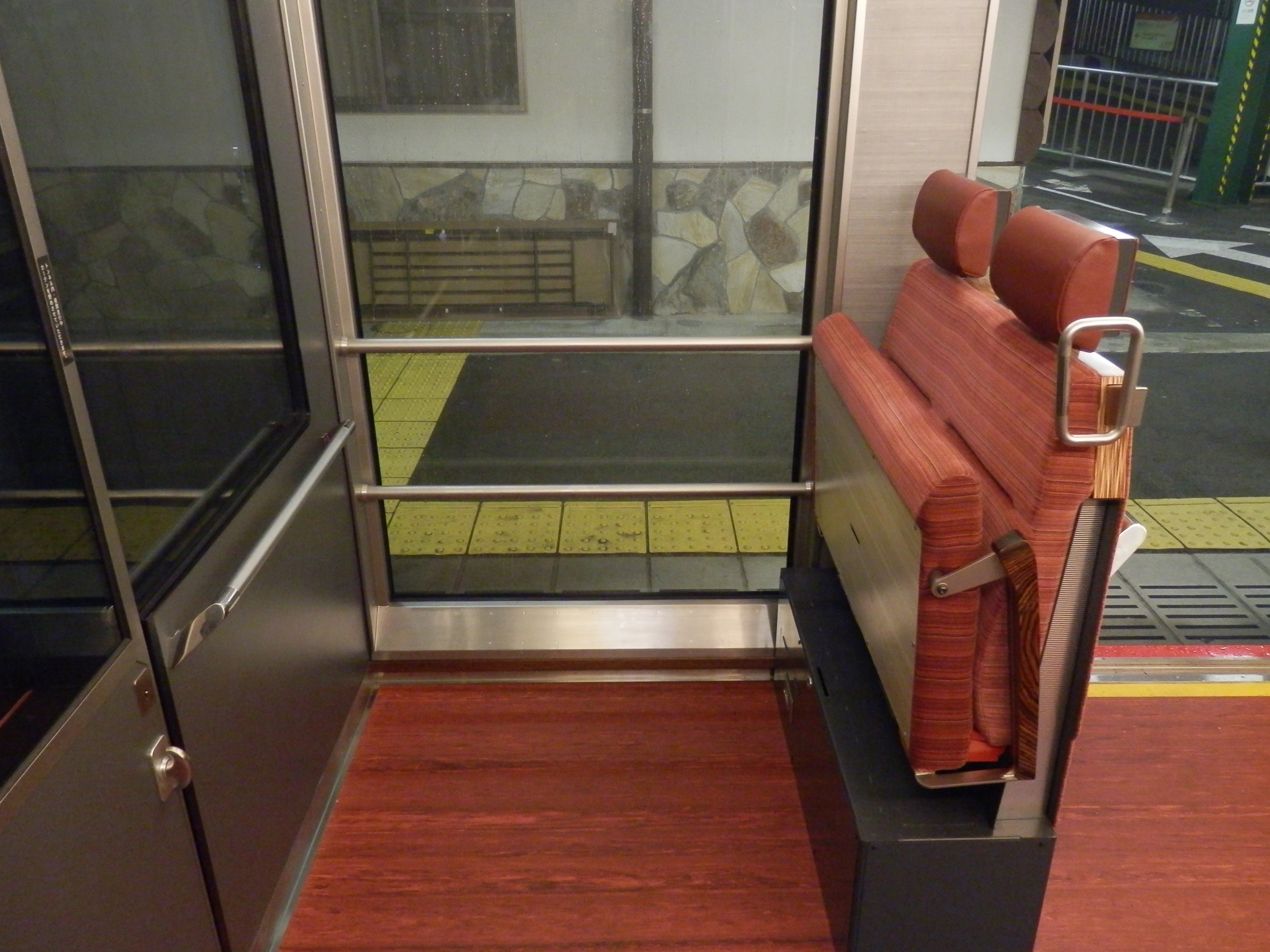
摺疊座位
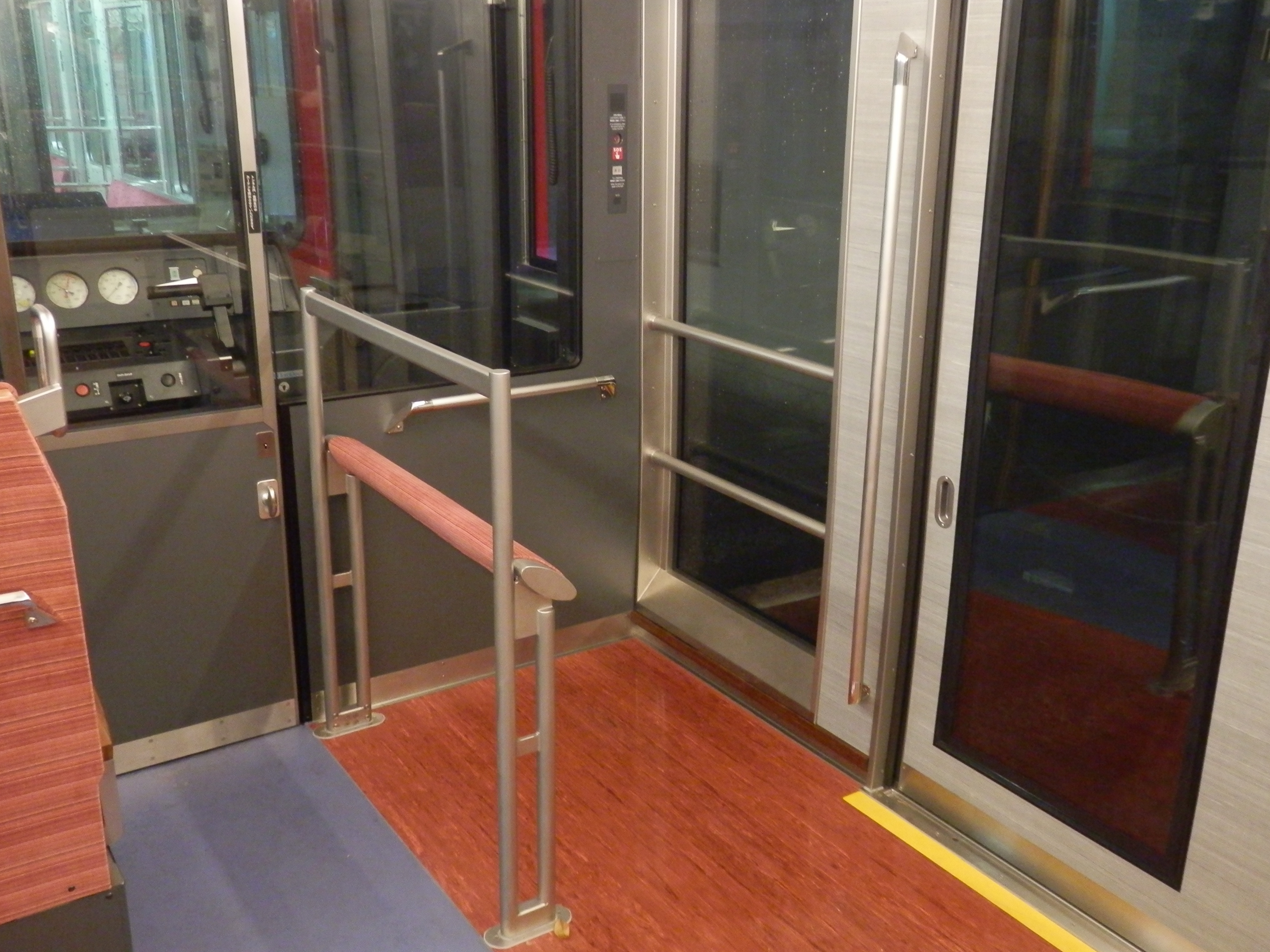
靠立位

3100型座椅配置也是以兩排相對之四人座位為主，但在兩輛車廂都有輪椅空間。每節車有40個座位，包括六对折叠式座位，並使用LED照明 。

## 历史
兩輛車分別於2014年4與8月由神户川崎重工交車。 
2015年5月，3000型获得了日本铁路迷俱乐部颁发的2015年桂冠奖 。  2015年11月8日，在强罗站举行了颁奖典礼。 
2016年12月箱根登山鐵道宣布新的3100型電聯車於2017年5月投入服務。